# منجبي نهر تانا
منجبي نهر تانا (الاسم العلمي: Cercocebus galeritus) (بالإنجليزية: Tana River mangabey) هو نوع من الحيوانات يتبع جنس السعدان المنجبي أبيض الحواجب من فصيلة سعادين العالم القديم.